# Charlene Heisler
Charlene Heisler (* 1. Dezember 1961 in Calgary; † 28. Oktober 1999) war eine kanadische Astronomin. Nach ihr wurde ein australischer Wissenschaftspreis benannt.
Charlene Anne Heisler war eine Tochter von Joseph W. (1937–2004) und June M. Heisler (* 1942). Sie schloss 1985 ihr Studium der angewandten Mathematik und Physik an der University of Calgary mit einem Bachelor ab. Um 1990 wurde festgestellt, dass sie an Mukoviszidose litt. Trotzdem promovierte sie im Mai 1991 in Astronomie. Sie arbeitete als Assistentin von Sun Kwok und Gene Couch am Calgary Centennial Planetarium und danach zwei Jahre bei Mike DeRobertis an der York University. 1993 ging sie an das Anglo-Australian Observatory. 1996 zog sie zum Mount-Stromlo-Observatorium. Sie arbeitete mit Stuart Lumsden und Jeremy Bailey und zuletzt mit Phil Appleton und Ray Norris zusammen. Am 11. Mai 1999 wurde sie in Sydney einer doppelten Lungentransplantation unterzogen. Sie begann bald wieder zu arbeiten, doch Ende Oktober verschlechterte sich ihr Gesundheitszustand plötzlich dramatisch und führte zu ihrem Tode.
Charlene Heisler war Mitglied der American Astronomical Society, der Canadian Astronomical Society, der Astronomical Society of Australia und der Association for Women in Science.
Seit dem Jahr 2000 gibt die Astronomical Society of Australia jährlich den Charlene Heisler Preis heraus.